# Sergei Lyapunov
Sergei Mikhailovich Lyapunov (sau Liapunov; rusă Серге́й Миха́йлович Ляпуно́в, pronunție în rusă [sʲɪrˈɡʲej mʲɪˈxajləvʲɪtɕ lʲɪpʊˈnof]; 30 November [S.V. 18 November] 1859 – 8 November 1924) a fost un pianist si compozitor rus.